# Maria Dolores Segarra Gestoso
Pour les articles homonymes, voir Segarra (homonymie).
Maria Dolores Segarra Gestoso, née le 15 mars 1921 à Melilla en Espagne, morte le 1er mars 1959 à Grenade, est une religieuse catholique espagnole, fondatrice des religieuses Missionnaires du Christ Prêtre. Elle est reconnue vénérable par le pape François en 2020. Elle est fêtée le 1er mars.

## Biographie
Maria Dolores Segarra Gestoso naît le 15 mars 1921 à Melilla en Espagne.
Elle ressent très jeune la vocation religieuse et s'investit dans la vie paroissiale, le catéchisme, l'aide aux pauvres et aux personnes âgées.
Elle rencontre en 1939 une ancienne religieuse, María Rosario Lucas Burgos, et le père Sebastián Carrasco Jiménez. Ils décident de fonder en 1944 l'institut des « Filles de l'Église » (Hijas de la Iglesia), avec l'objectif de l'union avec le Christ prêtre et victime. Maria Dolores Segarra Gestoso en est la vicaire générale et la maîtresse des novices. Mais cet institut change en 1952 de nom et d'orientation, et décide l'année suivante de devenir un ordre cloîtré.
Maria Dolores Segarra Gestoso manifeste son désaccord et est renvoyée de l'institut. Mais une visite apostolique montre que son renvoi était injustifié, puis elle est dispensée de ses vœux.
Encore sous la direction spirituelle du père Sebastián Carrasco Jiménez, elle fonde avec lui en 1955 la congrégation religieuse des Missionnaires du Christ Prêtre, qui a pour but d'aider les prêtres dans leur ministère,. Cette congrégation est reconnue en 1957 avec le décret d'approbation de l'évêque de Gaudix-Baza.
La congrégation des Missionnaires du Christ Prêtre établit sa maison mère à Huescar, dans la province de Grenade. Elle mène son apostolat paroissial auprès des jeunes et des prêtres.
Maria Dolores Segarra Gestoso meurt le 1er mars 1959, à Grenade.

## Procédure de béatification
La cause pour sa béatification est introduite au niveau diocésain, puis transmise à Rome. La Congrégation pour les causes des saints et le pape François reconnaissent l'héroïcité de ses vertus et la proclament ainsi vénérable le 30 septembre 2020,,.
Sa fête est le 1er mars.